# Christian Debout
Pour les articles homonymes, voir Debout.
Christian Debout né le 16 février 1952 à Robion (Vaucluse) est un peintre et sculpteur français.

## Biographie
Christian Debout suit une formation à l'école nationale supérieure des beaux-arts de Paris, dans les ateliers de Marcel Gili, César, Nicolas Wacker ainsi qu'aux beaux arts d'Avignon, dans l'atelier de Michel Steiner. En 1975, à la sortie des beaux-arts, il obtient un atelier à la cité internationale des arts et bénéficie d'une bourse de la fondation de France. Il devient assistant de César, avec Jean-François Duffau l'ami qui l'a poussé à présenter à Paris Les Enveloppes.
Daniel Abadie, conservateur du centre Georges-Pompidou, lui confie la réalisation d’œuvres (d’après des dessins de Salvador Dali), pour l’exposition la « Kermesse Héroïque ». Pour la reconstitution des Mannequins surréalistes destinés à l‘exposition « Paris Paris » au Centre Pompidou en 1981, il prendra conseil auprès d'André Masson et Maurice Henry.
L’année suivante il exposera chez Rodolphe Stadler, « Les Enveloppes » ou « Images Byzantines ».

## Expositions

### Expositions personnelles
- 1975 : Salon des réalités nouvelles ;
- 1982 : Galerie Rodolphe Stadler - Paris, peintures, Les Enveloppes ;
- 1983 : Galerie Alpha - Paraguay, sculptures ;
- 1984 : Galerie Krayniensky - Brésil, pastels ;
- 1987 : Galerie Stadler - Paris, peintures, les Ouvertures ;
- 1988 : Domaine de la jasse - Salon de Provence, peintures, les Ouvertures ;
- 1990 : Galerie Stadler - Paris, peintures, les Hautes pâtes ;
- 1991 : Galerie Nicole Buck14 - Strasbourg, peintures les Hautes pâtes ;
- 1994 : Galerie le Sacre du Printemps - Bruxelles, peintures, les Hautes pâtes ;
- 1996 : Galerie MB - Paris, peintures, les Hautes pâtes  ;
- 1998 : Galerie Stadler - Paris, peintures, Le Promeneur  ;
- 2000 : Chapelle du Méjan - Arles - Acte Sud, peintures, les Oliviers ;
- 2002 : Mas Génégals - Vingrau, peintures, les Oliviers , catalogue conception graphique Estève Gili textes Eric Reinhardt ;
- 2006-2010 : Espace Tiphaine , la Bastille - Paris, peintures, les Oliviers ;
- 2008 : Musée de la Poste de Paris
- 2018 : Galerie Invisible - Marseille, exposition  les Enveloppes 1982 - 2018, catalogue textes Dorothée Zumstein et Stepffer Tiphaine ;
- 2018 : Galerie Mireille Cartet, Un lieu une œuvre - Ménerbes, sculptures, les Enveloppes ;
- 2019 : Musée de la Poste de Paris, "Les Enveloppes géantes" ;
- 2020 : Must Gallery", "Les Enveloppes 1982-2020" à Gordes ;
- 2021 : Fine Art Invest, à Marseille ;
- 2024 : Galerie Pascal Lainé » Cup out » avec « Extases » Stepffer-Tiphaine.

### Expositions de Groupe
Il participera à des expositions de groupe, de 1973 à 2013, à Bourges, à la Cité internationale des arts de Paris , au Salon des réalités nouvelles, au Centre d’Art Contemporain du Montcel :  « Les Enveloppes avec César et Arman », à l’exposition de la BNP qui présente sa collection à L’École Sup. Nat des Beaux-Arts, à « Liénart » en Belgique, à la Chapelle Saint-Louis de la Salpêtrière - Paris, peintures Christian Debout « Les Quatre Éléments » Marcel Gili, sculptures « les Météorites » peintures de sa femme , Tiphaine, « Portraits des Rois de France », au Musée de La Poste participe au Coup d’Envoi », et « La Poste Inspire les Artistes », à l’Institut franco-japonais de Tokyo « L'Année de la France au Japon » peintures « les enveloppes »  avec César, Pierre Soulages, Toshimitsu Imaï... sur l'art postal au Mas Génégals - Vingrau « L'Ange qui passe » - hommage à Marcel Gili.

## Acquisitions d'Etat[C'est-à-dire?]
- Musée d'Art Moderne de la ville de Paris,
- Musée de la Poste[3],
- BNP Fondation Parisbas.

## Catalogues[C'est-à-dire?]
- Paris-Paris 1937-1957, Centre Georges Pompidou, 28 mai-2 novembre 1981
- Rétrospective Salvador Dali, 1920-1981,  (Hulten Pontus collectif). Référence: 60645  (ISBN 2-85850-091-6)
- La Kermesse héroïque, Centre Georges Pompidou.
- Coup d'envoi , Musée de la Poste ( Paris), Collection Contemporaine BNP : École Nationale Sup. des Beaux-Arts de Paris, 10 avril - 2 juin 1991 / Édité par BNP (1991)
- La Poste Inspire les Artistes, 2008 (Paris) Musée de la Poste (Paris), (ISBN 978-90- 5349-669-5)